# 谈锡恩
谈锡恩（1874年—1951年），字君讷，民国初年知名教育家。原籍湖北兴山县。

## 生平
谈锡恩，又名谈君讷，1874年出生，湖北兴山县人，肄业于湖北经心、两湖书院，后留学日本弘文书院，习语言及普通学科两年，毕业于东京高等师范学院。曾留学日本，回国后任教育部京视学。
1919年11月到1922年9月任国立武昌高等师范学校校长。后任湖北省立图书馆馆长，湖北省政府顾问。五四运动兴起，武汉方面以武昌高师学生为首，群起响应。当学生游行示威之日，谈督令厨工送饭菜、茶水。1921年春，该校学生创办刊物，发表《废孝》一文，当局怒而停拨该校经费。谈始则奔走告贷维持，继而资助学生代表进京请愿，多方呼吁，历时年余经费问题才得以解决。至此，谈已心力交瘁，恳请辞职，重回教育部任视学兼北平大学博物学讲师，后改任北平大学文牍。
| 前任： 张渲 | 国立武昌高等师范学校校长 1919年11月－1922年9月 | 繼任： 张继煦 |